# Sagara
Sagara (相良村?, Sagara-mura) è un villaggio giapponese della prefettura di Kumamoto.